# Girlfag e guydyke
Girlfag ou galfag é uma menina ou mulher que é atraída por gays ou homens bissexuais (aquileanos); guydyke ou boydyke é um menino ou homem atraído por lésbicas ou mulheres bissexuais (sáficas). Alguns deles se consideram genderqueer ou queer. Uma girlfag não é necessariamente uma fag hag (maria purpurina), já que seus interesses por homens gays ou pela subcultura de homens gays não são apenas platônicos.
Guydykes e girlfags podem ter qualquer orientação sexual.

## Uso dos termos
Guydyke, outras vezes chamado de boydyke ou lesboy, descreve muitas vezes quem se denomina como homem lésbico ou se descreve como lésbica mas reivindica uma identidade de gênero masculina, como homens trans ou pessoas não-binárias. Da mesma forma, girlfag pode descrever quem se denomina como mulher. Embora hajam intersecções com transgeneridade, nem sempre é o caso.
Algumas pessoas que vivenciam disforia de gênero auto-homoerótica podem se identificar como transgênero, em vez de guydyke ou girlfag, mesmo que ainda estejam conectadas ou alinhadas com seu gênero.
Em 2000, foi estabelecido pela primeira vez no Yahoo! Grupos um fórum discussões na Internet para girlfags (literalmente meninas gays). Desde então, mais de 3000 membros se juntaram ao grupo.
Transfag também já foi um termo associado com girlfags, mas este associa vincula a transgeneridade no lugar de mulheridade. Um conceito mais recente de girlfag porém mais abrangente se chama quasi-homossexual. Girlfags são muitas vezes confundidas com fujoshis e discursos transfóbicos podem ser vinculados a elas nos fandoms.
Da mesma forma, tryke (trans dyke), transbutch e M2B (male to butch) são associados aos guydykes, porém enfatizando a transgeneridade.